# 船浮臨時要塞

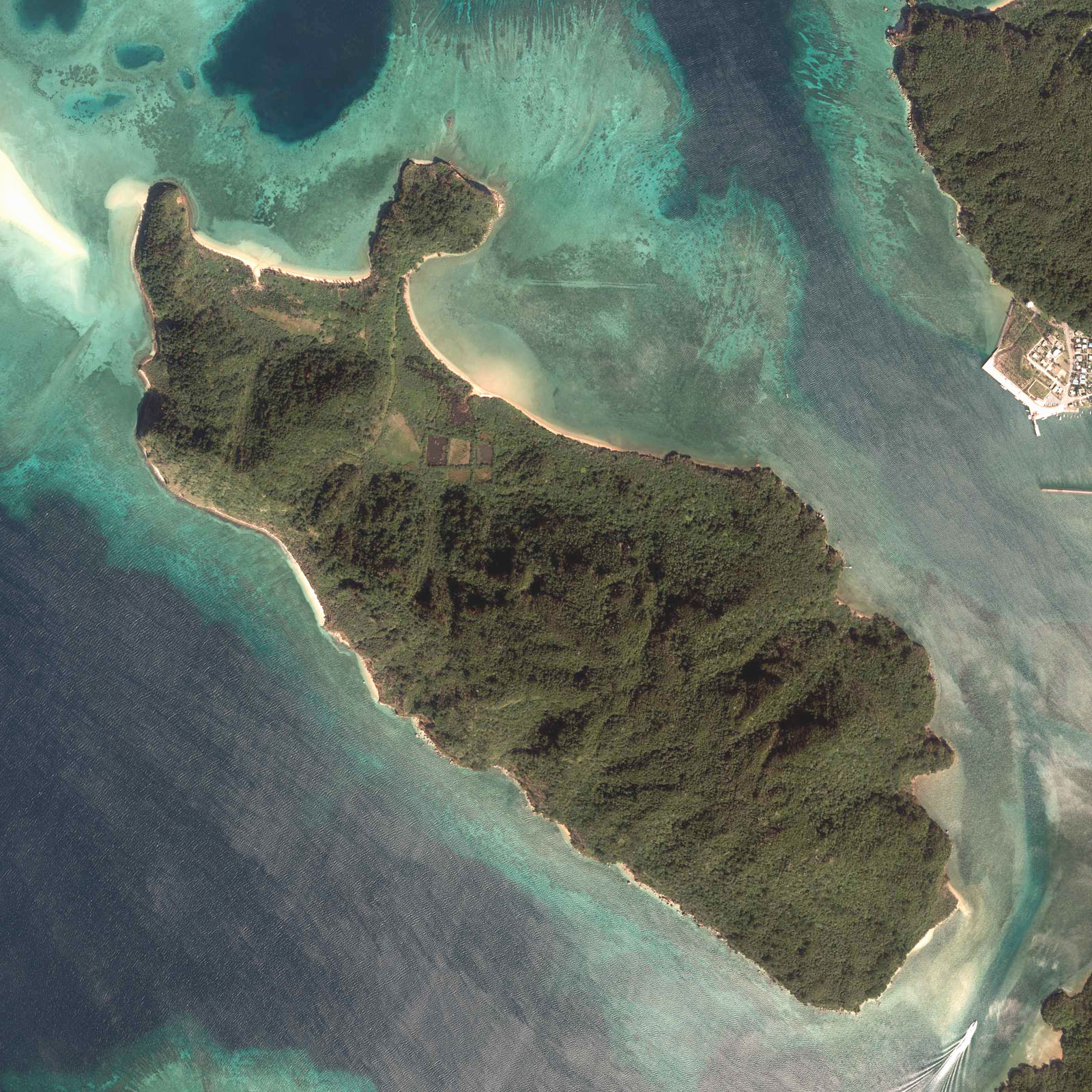
内離島（2012年）

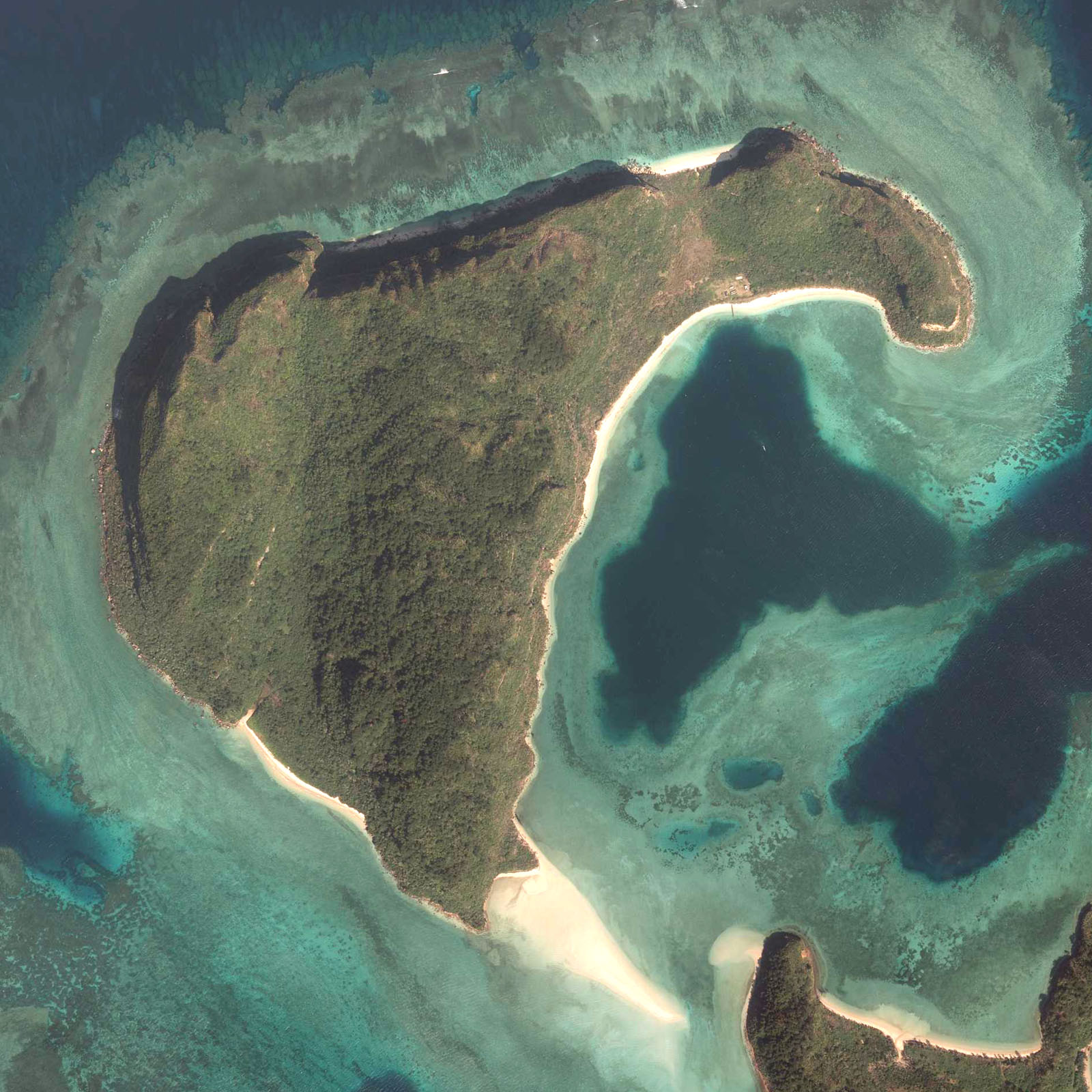
外離島（2012年）

船浮臨時要塞（ふなうきりんじようさい）は、かつて沖縄県西表島西部に設置された大日本帝国陸軍の臨時要塞である。

## 概要
1919年（大正8年）頃から、有事の際は北海道・台湾・南西諸島に臨時要塞を建設することになり、1922年度（大正11年度）から中城湾（沖縄本島）、狩俣 （宮古島）、船浮（西表島）の臨時要塞建設計画などが作成された。
しかし、ワシントン条約廃棄後もこれらの施設は着工されず、ようやく開戦直前の1941年（昭和16年）7月に中城湾及び船浮の臨時要塞建設命令が発せられ、8月に着工し10月に工事を終了した。中城臨時要塞及び船浮臨時要塞には1941年（昭和16年）9月要塞司令部、要塞重砲兵連隊、陸軍病院などの編成が下令された配備につくことになった。
このように、船浮要塞の建設は、1944年（昭和19）3月の第32軍創設から始まる沖縄戦準備とは性格の異なるものである。
船浮湾は、その深い入江が艦隊の前進基地として適地であることが早くから注目され、1882年（明治15年）から3度にわたって来島した農商務省・田代安定、1886年（明治19年）に視察した内務大臣・山県有朋、1904年（明治37年）年連合艦隊司令官・東郷平八郎などが視察し、「我が国の南門」として要塞または軍港としての整備の必要性が報告されていた。
さらに、海軍も同様に南西諸島の戦略的地位を考えていた。
その一つは、艦隊の前進基地としての役割であった。大正期の海軍は、太平洋を横断してくるアメリカ艦隊の要撃集結地として奄美大島を既に艦隊泊地整備していた。また、沖縄島の中城湾と膨湖島は、対比島作戦部隊の発動基地として考えられていた。
今一つの役割は、海上交通上の要地という考え方である。南西諸島は、南方からの重要物資の輸入や、補給作戦などにおいて、南方航路の哨戒や護衛のための中間基地として重要であると考えられていた。
特に海上交通の要地としての防備の必要性は、アメリカの反攻が強まる中で、南西諸島の防備対策という形で強化され、(1) 離島に対する防備、(2) 対潜水艦の護衛作戦・対潜作戦、(3) 米軍の攻略に向け陸軍部隊の増強を含めた防衛措置と変遷することになった。
このような背景の中、船浮要塞は地理的位置ならびに港湾としての適性から、臨時要塞建設計画の候補となった。陸軍兵器本廠の作成した「昭和11年度要塞所要 (増加配属）兵器整備計画二関スル報告」によれば、「父島･奄美大島が要塞所要兵器、厚岸･宗谷･室蘭･中城湾･船浮･高雄が臨時要塞所要兵器、東京湾･由良･豊予･下関･佐世保･対馬･長崎･壱岐･舞鶴･津軽･永興湾･鎮海湾･旅順･基隆･影湖島が要塞増加配属兵器｣とランクを分け、配備計画したい大砲等の種類や砲弾の量・各地までの所要日数を報告している。具体的な砲台の設置場所などの基本的性格は既成であったことが窺える。 その後、「昭和15年臨時要塞建設二関スル件」からは、参謀総長と陸軍大臣との臨時要塞建設に関するやりとりが、「昭和十五年度 幌筵･宗谷･根室･室蘭･中城湾･狩俣及船浮臨時要 塞建設要領書別冊ノカロク定メ照會ス迫テ異存ナクハ関係ノ向二連相成度又別冊ハ用済後返戻 相成度｣とあり、南北の国境地帯の沿岸を中心に要塞が建設されていったことが窺える。このように、船浮要塞は、太平洋戦争へのプロセスにおける陸軍の作戦の中に位置付けられる。

## 年譜
- 1922年（大正11年） - 船浮湾への要塞建設が計画されるが、ワシントン海軍軍縮条約の締結により中止される[6]。
- 1936年（昭和11年） - 「昭和11年度要塞所要 (増加配属）兵器整備計画二関スル報告」に臨時要塞配備計画。
  - 船浮臨時要塞の配備計画
    - 西表島祖納：斬加式12速加 ×4 18t
    - 西表島サバ崎：38野砲 ×4 56m3
    - 外離島：斬加式9速加 ×4 18t
    - 内離島成屋：41山砲 ×4 18m3・臨時高射砲 ×2 28m3
    - 西表島祖納：○○○電燈 47m3・固定無線電信機 46m3
    - 内離島成屋：要塞防御用爆薬 3t
- 1940年（昭和15年） - 「昭和15年臨時要塞建設二関スル件」に臨時要塞配備計画。
- 1941年（昭和16年）
  - 5月 - 事前通告なく、軍事機密や各種施設建設の資材･機材を満載した軍用船が仲良港に入港。陸揚開始。
  - 6月 - 要塞用地の接収開始[7][注釈 8]。
  - 7月 - 中城湾臨時要塞及び船浮臨時要塞の建設命令発令[7][8][注釈 9]。
  - 8月 - 着工[7]。西部軍戦闘序列に編入。
  - 9月24日 - 船浮要塞司令部'・船浮要塞重砲兵連隊・船浮陸軍病院 等を編成[7]。
  - 10月 - 工事終了。
  - 10月13日
    - 1区（内離島）：船浮要塞司令部・船浮要塞重砲兵連隊本部・船浮陸軍病院・第65要塞歩兵隊[注釈 10]・高射砲隊（機種不明）
    - 2区（祖納）：船浮要塞重砲兵連隊第2中隊（北村隊）：38式野砲 ×4門・探照灯 ×1基
    - 3区（外離島）：船浮要塞重砲兵連隊第1中隊（小野隊）：斬加式12珊速加砲 ×2門
    - 4区（サバ崎）：サバ崎守備隊（小野隊配下）：38式野砲 ×2門

- 1942年（昭和17年）
  - 9月7日 - 第65要塞歩兵隊復員[9]。
  - 10月7日～11日 (住民動員時期） - 大編成替えを実施。
    - (内離島）船浮要塞重砲兵連隊本部
    - (外離島）第1中隊（小野隊）
      - 速加砲台：斬加式12珊速加砲 ×2門
      - 中洲砲台：38式野砲 ×2門

    - (内離島）第2中隊（北村隊）
      - 白洲砲台：38式野砲 ×4門・探照灯×1基（探照灯を祖納から内離島に移設[7]）

    - ※ 高射砲は撤去されこの後なし
- 1944年（昭和19年）
  - 1月5日 - 特設警備隊が、船浮要塞司令部隷下に入る[10]（特設警備第209･210･226･227中隊）。
  - 3月22日 - 船浮要塞司令部・船浮要塞重砲兵連隊・船浮陸軍病院は、第32軍（沖縄守備軍）の新設に伴いの指揮下に編入[11]。
  - 5月15日 - 船浮要塞重砲兵連隊'は、野戦部隊である重砲兵第8連隊（(通称号：球4154部隊）に改編[12][注釈 11]。
  - 6月1日 - 船浮要塞司令部は復帰[7]。船浮陸軍病院・重砲兵第8連隊・特設警備隊は、独立混成第45旅団（在･石垣島）の指揮下に編入。
  - 9月2日 - 石垣島移動のため部隊再編成。
    - (外離島）第1中隊 小野大尉 ：斬加式12珊速加砲 ×2門
    - (石垣島）第2中隊 鉄田中尉 ：38式野砲 ×3門
    - (石垣島）第3中隊 安岡中尉 ：38式野砲 ×3門（第1中隊より2門・第2中隊より1門）・探照灯 ×1基

  - 9月8日 ：重砲兵第8連隊主力は、第1中隊を西表守備隊として残置し、石垣島に移駐（飛行場などの防衛のため陣地構築を行ううちに終戦）。
  - 年末頃、第1中隊 (小野隊) が難破して漂流する満州からの穀物輸送船「安東丸」を収容、穀物を取り上げ、朝鮮人乗組員らを収監して強制労働させた。何人かは餓死で死亡したと伝えられる。1945年8月の敗戦後、小野隊は餓死寸前で生き残っていた朝鮮人乗組員を陸の孤島と呼ばれた鹿川に置き去りにした[13][14]。「安東丸事件」

## 主要な施設
- 内離島（第一区）
  - 浮舟要塞司令部[15]
    - 斬加式12珊速加砲 2門[7]

  - 船浮陸軍病院[7][15]

- 祖納（第二区）
  - 船浮要塞重砲兵連隊 第2中隊[15]
    - 38式野砲 4門[7]
    - 探照灯[7]

  - 連隊医務室[15]

- 外離島（第三区）
  - 船浮要塞重砲兵連隊 第1中隊[15]

- サバ崎（第四区）
  - サバ崎守備隊[7][15]
    - 38式野砲 2門[7]

## 船浮の海軍部隊
船浮集落には要塞の部隊とは別に日本帝国海軍石垣島警備隊指揮下の海軍部隊が配備され、海底通信施設、特攻艇格納庫、弾薬倉庫等が設けられた。
※ 船浮臨時要塞の施設が置かれたのは船浮湾周辺の祖納、内離島、外離島、サバ崎であって、船浮集落には施設は設けられていない。

## 人事
- 司令官
  - 下永憲次 大佐（23期）：1941年（昭和16年）10月5日 - 1944年（昭和19年3月）
  - 丸山八束 大佐（24期）[17]：1944年（昭和19年）3月 - 1944年（昭和19年）3月22日
- 重砲兵連隊連隊長
  - 山崎豊吉 少佐：1941年（昭和16年）10月5日 - 1942年（昭和17年）8月1日
  - 入野大二郎 中佐：1942年（昭和17年）8月1日 - 1944年（昭和19年）5月15日
- 第65要塞歩兵隊
- 船浮陸軍病院
  - 院長 池田勲二 軍医大尉